# Valeria Burgos
Valeria Burgos (Ciudad de México, 5 de marzo de 1996) es una actriz de televisión  y modelo mexicana, la cual es conocida por actuar en las telenovelas de Televisa Minas de pasión y El precio de amarte, como Majo Villamizar y Olga Tavares respectivamente.
En el 2024, fue elegida para protagonizar al personaje de Marianna en la serie dramática Bocetos.

## Filmografía

### Televisión
| Año       | Proyecto                              | Papel                        | Notas                    |
| --------- | ------------------------------------- | ---------------------------- | ------------------------ |
| 2024      | El precio de amarte                   | Olga Tavares                 | Reparto; 15 episodios    |
| 2023-2024 | Minas de pasión                       | María José 'Majo' Villamizar | Principal; 105 episodios |
| 2022      | Donde hubo fuego                      | Fátima                       | Reparto; 3 episodios     |
| 2021      | El repatriado                         | Miss Meche                   | Principal; 15 episodios  |
| 2020      | Rebelión de los Godínez               | Asistente de Roberto         | Reparto; 2 episodios     |
| 2020      | Decisiones: Unos ganan, otros pierden | Yadira                       | Invitada; 1 episodio     |
| 2019-2020 | Esta historia me suena                | Varios episodios             | Reparto; 2 episodios     |